# Veintiséis
El veintiséis (26), antiguamente veinte y seis, es el número natural que sigue al veinticinco y precede al veintisiete.

## Matemáticas
- El 26 es un número, que tiene los siguientes factores propios:1, 2 y 13. Como la suma de sus factores es 16 < 26, se trata de un número defectivo. La suma de sus divisores: 1, 2, 13 y 26 = 42.
- Es un número par.

- Asimismo, se trata de un número cuyo cuadrado resulta en un número capicúa : 262 = 676.

- Un rombocuboctaedro tiene veintiséis caras.
- Un número semiprimo.
- Hay 26 grupos esporádicos.
- Un número de pastel.
- Número libre de cuadrados.
- 26 es el único entero que es uno mayor que un cuadrado (5 2 + 1) y uno menor que un cubo (3 3 - 1).
- Un número de Ulam.

## Química
- Número atómico del hierro.

## Física
- El número de dimensiones espacio-temporales en la teoría de cuerdas bosónicas.

## Astronomía
- Objeto de Messier M26 es un cúmulo abierto en la constelación Scutum.
- NGC 26 es una galaxia espiral en la constelación de Pegaso.
- (26) Proserpina es un asteroide perteneciente al cinturón de asteroides

## En lenguaje
- Es el número de letras en el alfabeto inglés.